# فهرست کلیساهای جامع ارمنستان

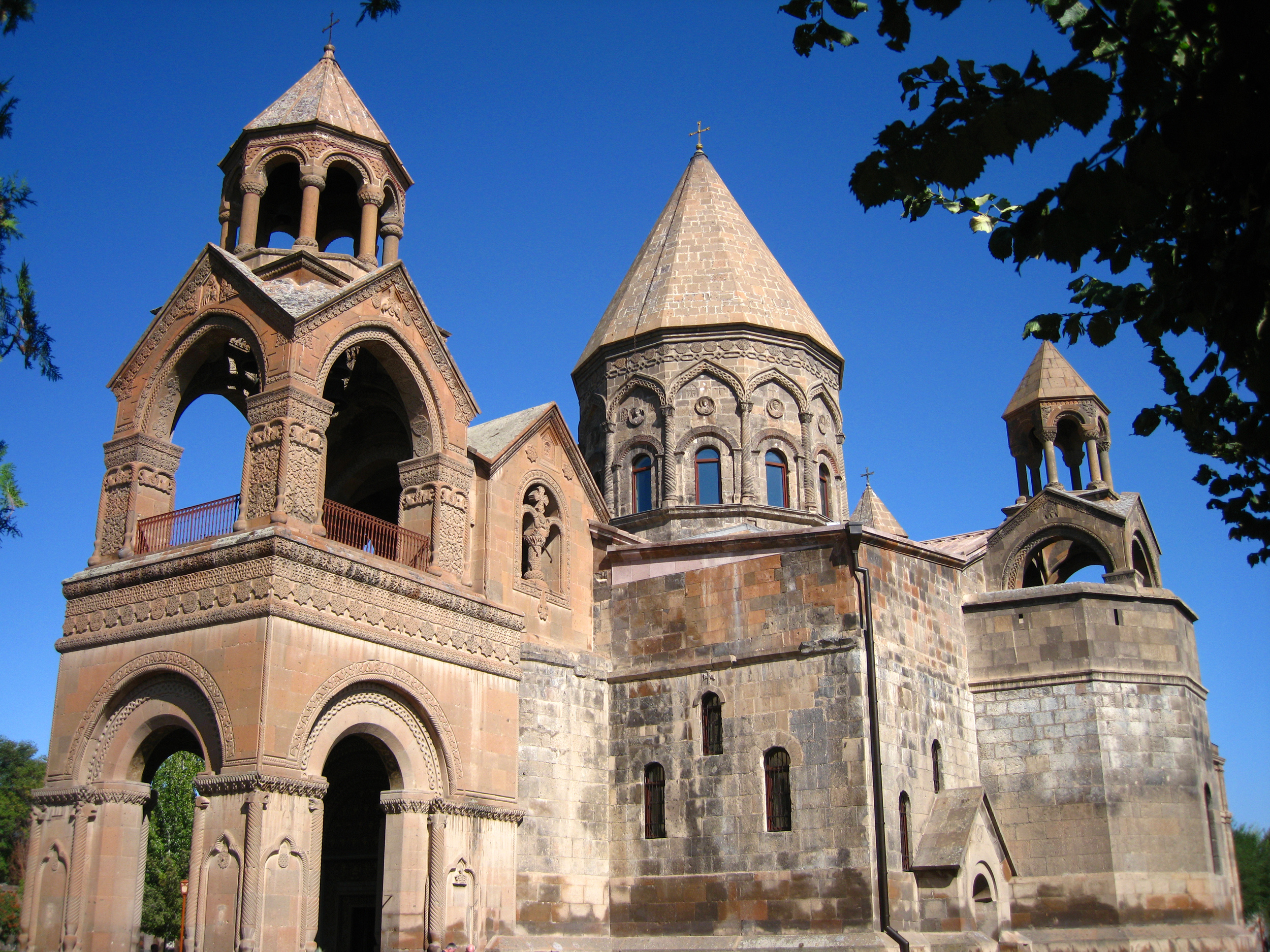
کلیسای جامع اچمیادزین در واغارشاپات

کلیسای حواری ارمنی (ارمنی: Հայաստանյայց Առաքելական Սուրբ Եկեղեցի)، کلیسای ملی جمهوری ارمنستان می‌باشد.

## فهرست کلیساهای جامع
- کلیسای جامع سارکیس مقدس ایروان (مقر اسقف‌نشین آراگاتسوتن).

| کلیسای جامع                                        | اسقف‌نشین              | موقعیت                   | Dedicazione       | نگاره |
| -------------------------------------------------- | --------------------- | ------------------------ | ----------------- | ----- |
| کلیسای جامع سنت گریگور روشنگر                      | Patriarcato di Ararat | ایروان                   | San Sarkis        |       |
| کلیسای مریم مقدس (گیومری)                          | اسقف‌نشین شیراک        | گیومری                   | مریم              |       |
| کلیسای جامع گریگور نارکاتسی مقدس                   | اسقف‌نشین گوگارک       | وانادزور                 | گریگور نارکاتسی   |       |
| کلیسای جامع نرسس مقدس                              | اسقف‌نشین تاووش        | ایجوان                   | Narsete il Grande |       |
| کلیسای جامع اچمیادزینکلیسای مریم مقدس (واغارشاپات) | اسقف‌نشین آرماویر      | سریر مریم مقدس اچمیادزین | مریم              |       |
| کلیسای جامع مسروب ماشتوتس مقدس                     | اسقف‌نشین آراگاتسوتن   | اوشاکان                  | مسروب ماشتوتس     |       |
| کلیسای جامع مریم مقدس                              | اسقف‌نشین وایوتس‌جور    | یغگنادزور                | مریم              |       |
| کلیسای جامع گریگور مقدس                            | اسقف‌نشین سیونیک       | گوریس                    | گریگور روشنگر     |       |
| کلیسای جامع مریم مقدس                              | اسقف‌نشین گغارکونیک    | گاوار                    | مریم              |       |
| صومعه کچاریس                                       | اسقف‌نشین کوتایک       | تساغکادزور               |                   |       |

## کلیسای کاتولیک ارمنی
| کلیسای جامع                  | اسقف‌نشین                                 | مکان   | نگاره |
| ---------------------------- | ---------------------------------------- | ------ | ----- |
| Cattedrale dei Santi Martiri | Ordinariato armeno dell'Europa orientale | گیومری |       |